# Matthew A. Dunn
Matthew Anthony Dunn (* 15. August 1886 in Braddock, Allegheny County, Pennsylvania; † 13. Februar 1942 in Pittsburgh, Pennsylvania) war ein US-amerikanischer Politiker. Zwischen 1933 und 1941 vertrat er den Bundesstaat Pennsylvania im US-Repräsentantenhaus.

## Werdegang
Matthew Dunn besuchte die öffentlichen Schulen in Pittsburgh und Meyersdale. Durch zwei Unfälle im Alter von 12 bzw. 20 Jahren erblindete er zuerst auf dem linken und dann auf dem rechten Auge. Daher war er gezwungen, Blindenschulen zu besuchen. 1909 absolvierte er die Overbrook School for the Blind in Philadelphia. In den Jahren 1907 und 1908 verkaufte er Zeitschriften und Zeitungen. Später arbeitete er vor allem in den Jahren 1920 bis 1924 im Versicherungswesen. Politisch schloss er sich der Demokratischen Partei an. Zwischen 1926 und 1932 saß er als Abgeordneter im Repräsentantenhaus von Pennsylvania.
Bei den Kongresswahlen des Jahres 1932 wurde Dunn im 34. Wahlbezirk von Pennsylvania in das US-Repräsentantenhaus in Washington, D.C. gewählt, wo er am 4. März 1933 die Nachfolge des Republikaners Patrick J. Sullivan antrat. Nach drei Wiederwahlen konnte er bis zum 3. Januar 1941 vier Legislaturperioden im Kongress absolvieren. Seit 1939 war er Vorsitzender des Committee on the Census. Während seiner Zeit im Kongress wurden dort die meisten New-Deal-Gesetze der Roosevelt-Regierung verabschiedet, die Dunn begeistert unterstützte. 1935 wurden erstmals die Bestimmungen des 20. Verfassungszusatzes angewendet, wonach die Legislaturperiode des Kongresses jeweils am 3. Januar endet bzw. beginnt.
Im Jahr 1940 verzichtete Matthew Dunn aus gesundheitlichen Gründen auf eine weitere Kandidatur. Nach dem Ende seiner Zeit im US-Repräsentantenhaus zog er sich daher auch aus dem öffentlichen Leben zurück. Er starb am 13. Februar 1942 in Pittsburgh, wo er auch beigesetzt wurde.